# Kärlekens låga (sång)
Kärlekens låga är en svensk sång av John Malm (musik) och Hasse Ekman (text), vilken spelades in av Tutta Rolf och utkom på skiva 1935. På skivans andra sida finns sången Varför sa' jag icke nej, en foxtrot av J. Malm och Hasse Ekman, även den framförd av Tutta Rolf.

### Fotnoter
1. ↑  ”Kärlekens låga”. Svensk mediedatabas. 26 februari 1935. https://smdb.kb.se/catalog/search?q=k%C3%A4rlekens+l%C3%A5ga+tutta+rolf&x=0&y=0. Läst 24 januari 2015.